# Mehnatobod
Mehnatobod (tadż.: Меҳнатобод) – osiedle typu miejskiego w Tadżykistanie, w wilajecie sogdyjskim. Według danych szacunkowych na rok 2007 liczy 9091 mieszkańców.